# Wolkramshausen
Wolkramshausen là một đô thị ở huyện Nordhausen, trong bang Thüringen, Đức. Đô thị Wolkramshausen có diện tích 10,84 km².